# Heorot

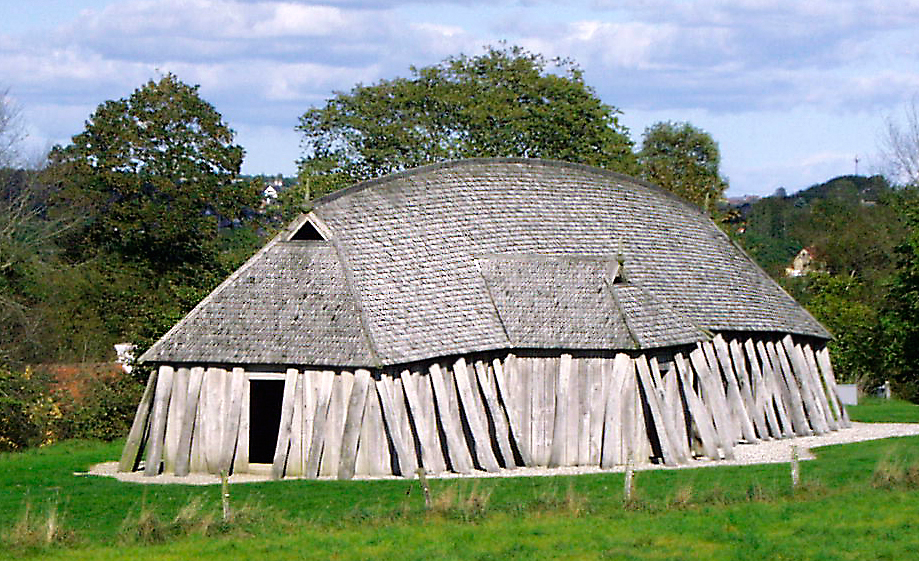
Ricostruzione di una casa dell'Età Vichinga

Heorot è una reggia descritta   nel poema epico anglosassone Beowulf come "la più importante delle regge sotto il cielo". Fu costruita da re Hroðgar, un leggendario re danese del VI secolo. Heorot significa "Reggia del Cervo Maschio". L'eroe dei Geati (Svezia) Beowulf difende la reggia e le persone al suo interno dal demoniaco mostro Grendel.

## Descrizione e simbolismo
L'autore anonimo del Beowulf elogia Heorot così:
(Beowulf, versi 74-79)
(Beowulf, versi 306-311)
La reggia era abbastanza grande da permettere a Hroðgar di regalare a Beowulf otto cavalli, ognuno con finimenti d'oro (1035-37). Serviva sia da sede del governo sia da residenza per i thane del re. Heorot simboleggia la cultura e la civiltà umana, così come la forza e l'aggressività dei re danesi - in pratica, tutto ciò che c'era di buono nel mondo del Beowulf La sua luce, il suo calore e la sua gioia contrastano con l'oscurità delle acque paludose in cui vive Grendel.

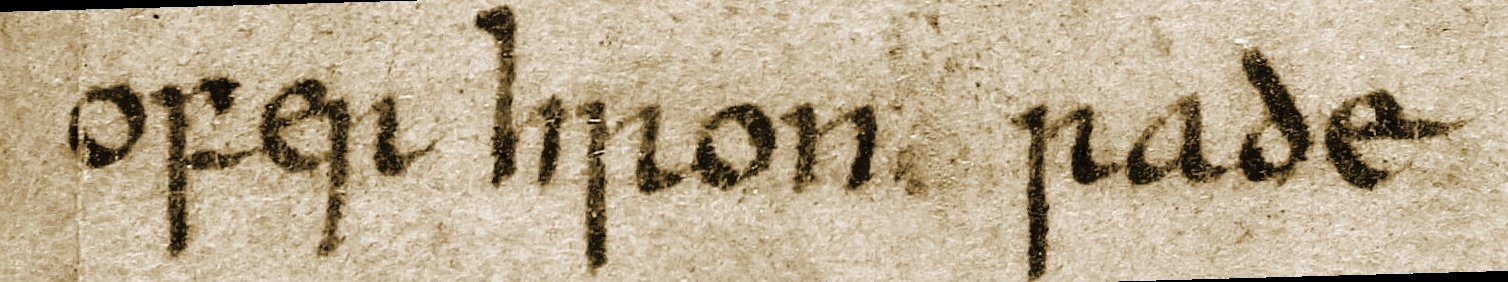
Verso 10 del manoscritto del Beowulf. Si legge ofer hron rade, cioè "oltre la via della balena [= il mare]".

I cronachisti medievali Saxo Grammaticus e Svend Aagesen scrissero che il paese di Lejre presso Roskilde era il quartier generale del clan di Hroðgar, gli Skjöldung (chiamati "Scylding" nel poema). I resti di una reggia vichinga furono scoperti a sud-est di Lejre nel 1986 da Tom Christensen del Museo di Roskilde. Il legno dei resti fu datato al radiocarbonio intorno all'880; fu scoperto più tardi che questa reggia era stata eretta su una più vecchia datata intorno al 680. Nel 2004 Christensen trovò una terza reggia poco a nord delle altre due; questa era stata costruita intorno alla metà del VI secolo, lo stesso periodo storico del Beowulf. Tutte e tre le regge erano lunghe circa 50 metri.
Nelle fonti scandinave, Heorot corrisponde a Hleiðagarðr, la reggia di re Hroðulf (Hrólfr Kraki) menzionata nella Hrólfs saga kraka ok kappa hans e localizzata a Lejre.
L'archeologo Paul Wilkinson ha identificato l'Isola di Harty, ora parte dell'Isola di Sheppey, nel Kent settentrionale, come sinonimo di Heorot. Altri nomi di luogo e ritrovamenti archeologici nelle vicinanze corrispondono perfettamente a luoghi o riferimenti nel poema: coste, Warden, la straet, la fagne flor e il Tornio di Scray, per esempio. "Straet" è particolarmente interessante, poiché è la traduzione in antico inglese di "strada romana" e deriva dal latino via strata, "via pavimentata". Ancora oggi c'è una strada romana che guida fino alla villa romana sull'Isola di Harty.
La congettura è stata pubblicata dalla Faversham Society nel 1998: Beowulf in Kent (ISBN 1-900214-11-3). Un riassunto può essere trovato qui.

## Cultura di massa
Nel film del 2007 La leggenda di Beowulf di Robert Zemeckis, Heorot è ritratta come una reggia di dissolutezza edonistica, fonte della rabbia di Grendel.
Nel racconto Grendel (1971) di John Gardner, ci si riferisce a Heorot come a "Hart" (cervo maschio in inglese).
Heorot è  un gruppo folk metal finlandese.
Il The Heorot Pub and Draft House è un bar a tema a Muncie, Indiana.
Chi Heorot è una confraternita al Dartmouth College.
Heorot è il nome di una novella di Jim Butcher della serie The Dresden Files.

### Serie di fantascienza
La serie Heorot di Steven Barnes, Jerry Pournelle e Larry Niven è così chiamata dal nome della reggia danese. Contiene i seguenti libri:
- L’incognita dei Grendel (1987);
- I Figli di Beowulf (1995).

La Strada del Destino di Larry Niven è anch'esso ambientato nello stesso universo, ma menziona gli eventi del Lascito di Heorot solo di passaggio.